# Srpastocelična anemija
Srpastocelična anemija ali anemija srpastih celic je skupen izraz za skupino genetskih motenj, ki jih povzroča srpasti hemoglobin (Hgb S ali Hb S). Pri številnih oblikah bolezni eritrociti spremenijo obliko po deoksigenaciji, ki povzroči polimerizacijo nenormalnega srpastega hemoglobina. S tem pride do poškodbe celične membrane eritrocitov in njihovega zastajanja v krvnih žilah. Posledica je nezadostna preskrba tkiv s kisikom, s tem pa ishemija in infarkt. Bolezen je kronična in vseživljenjska. Oboleli v glavnem nimajo težav, vendar pa občasno pride do bolečih napadov. Poleg bolečine pride tudi do sprememb na notranjih organih, npr. kapi (cerebrovaskularni inzult). Bolniki imajo skrajšano življenjsko dobo in povprečno dočakajo do 40 let.
Bolezen je pogosta med prebivalci tropskih predelov Afrike, saj mutacija, katere posledica je nenormalna oblika eritrocitov, povzroči tudi imunost na malarijo. Kljub negativnim posledicam srpastocelične anemije imajo bolniki (gledano s stališča naravnega izbora) prednost, saj ne morejo zboleti za malarijo (zelo pogosta bolezen), ki v tistih predelih sveta v večini primerov povzroči hitro smrt. 